# Византијско плаво
Византијско плаво је југословенски филм снимљен 1993. године који је режирао Драган Маринковић, а сценарио је поред њега писала и Нела Марковић-Беблер, према књизи Милорада Павића.